# 묘소병
묘소병(猫搔病, Cat scratch disease)은 고양이가 할퀴거나 물렸을 때 전염되는 세균으로 인해 생기는 병이다. 림프샘이 붓고 발열하게 된다.